# Lukáš Čmelík
Lukáš Čmelík (ur. 13 kwietnia 1996 w Żylinie) – słowacki piłkarz występujący na pozycji pomocnika w klubie SK Hradec Králové.

## Kariera klubowa
Wychowanek klubu MŠK Žilina, w którym rozpoczął treningi w wieku 7 lat. W 2012 roku włączono go do składu pierwszej drużyny. 17 listopada 2012 – w wieku 16 lat i 7 miesięcy – zadebiutował w Corgoň Lidze w meczu z MFK Ružomberok (0:1), kiedy to wszedł na boisko w 80. minucie zmieniając Milana Škriniara. W kwietniu 2014 roku wraz z Peterem Lupčo został tymczasowo zawieszony ze względu na problemy wychowawcze. Po powrocie do zespołu w sierpniu 2014 roku zdobył swoją pierwszą bramkę w słowackiej ekstraklasie w wygranym 2:1 spotkaniu ze Spartakiem Myjava. W sezonie 2014/15 rozpoczął regularne występy w podstawowym składzie, zaliczając 31 na 33 możliwe mecze i strzelając 10 bramek. W lipcu 2015 roku zadebiutował w europejskich pucharach w spotkaniu z Glentoran FC (4:1) w eliminacjach Ligi Europy 2015/16, w którym zdobył gola. Jesienią 2015 roku z powodu niesportowego trybu życia i związanych z tym wielokrotnych upomnień został przesunięty do rezerw.
W styczniu 2016 władze Žiliny zdecydowały się oddać go na 1,5-roczne wypożyczenie do szwajcarskiego klubu FC Sion. Przed rozpoczęciem rundy wiosennej sezonu 2015/16 doznał ciężkiej kontuzji stawu biodrowego, która wyłączyła go z gry na pół roku, natomiast miesiąc po dojściu do pełnej sprawności nabawił się kolejnego urazu. Większość roku poświęcił na rehabilitację i nie zaliczył żadnego oficjalnego występu, grając jedynie w zespole FC Sion II. W styczniu 2017 roku powrócił do MŠK Žilina i rozpoczął treningi z drugą drużyną.
Przed rundą wiosenną sezonu 2016/17 został na zasadzie półrocznego wypożyczenia piłkarzem Piasta Gliwice. 26 lutego 2017 zadebiutował w Ekstraklasie w przegranym 0:1 meczu przeciwko Górnikowi Łęczna. W maju 2017 roku z powodu braku zaangażowania w treningi został decyzją trenera Dariusza Wdowczyka przesunięty do drużyny rezerw. W tym samym miesiącu zarząd i sztab szkoleniowy zdecydowali o niewykupowaniu go z macierzystego klubu. Ogółem w barwach Piasta zaliczył on 2 ligowe występy.
W czerwcu 2017 roku podpisał 3-letni kontrakt z FC DAC 1904 Dunajská Streda.

## Kariera reprezentacyjna
W 2012 roku rozpoczął występy w reprezentacjach Słowacji U-16 oraz U-17. W 2013 roku wziął udział w Mistrzostwach Europy U-17 rozgrywanych na Słowacji. Wystąpił tam we wszystkich 4 meczach, a gospodarze ulegli w półfinale turnieju Włochom 0:2. W tym samym roku otrzymał powołanie na Mistrzostwa Świata U-17 2013 w Zjednoczonych Emiratach Arabskich. Zaliczył tam 3 spotkania, a jego reprezentacja po porażce 2:4 z Urugwajem została wyeliminowana w 1/8 finału rozgrywek.
W 2015 roku rozpoczął występy w kadrze U-21 trenowanej przez Pavla Hapala. Z powodu kontuzji i długotrwałej rehabilitacji nie otrzymał powołania na Mistrzostwa Europy U-21 2017 w Polsce.